# Pán prstenů: Společenstvo Prstenu
Pán prstenů: Společenstvo Prstenu je fantasy film z roku 2001 režírovaný Peterem Jacksonem a založený na prvním dílu Pána prstenů anglického spisovatele J. R. R. Tolkiena. Děj se odehrává ve Středozemi a vypráví o Temném pánu Sauronovi, který hledá Jeden prsten (prsten moci). Ten se dostane k mladému hobitu Frodu Pytlíkovi (Elijah Wood). Frodo a osm dalších členů Společenstva Prstenu se vydávají na cestu k Hoře osudu do země Mordor, jediného místa, kde může být prsten zničen.
Film měl premiéru v USA 19. prosince 2001 a byl vřele přijatý kritikou i fanoušky – později mnoho z nich tvrdilo, že je to nejvěrnější adaptace původního příběhu z celé Jacksonovy trilogie. Film měl neuvěřitelný komerční úspěch, celosvětově vydělal přes 870 milionů dolarů a stal se tak druhým nejvýdělečnějším filmem roku 2001 (první byl Harry Potter a Kámen mudrců). V té době to byl pátý nejvýdělečnější film v historii a dnes je na 25. pozici v tomto žebříčku. Vyhrál 4 Oscary a pět cen BAFTA. V roce 2007 Společenstvo prstenu získalo 50. místo v žebříčku 100 nejlepších amerických filmů Amerického filmového institutu. Ten jej také zvolil druhým nejlepším fantasy filmem všech dob.

## Obsazení
- Elijah Wood - Frodo Pytlík (český dabing : Jan Maxián)
- Sean Astin - Samvěd Křepelka (český dabing : Jiří Krejčí)
- Viggo Mortensen - Aragorn (český dabing : Michal Dlouhý
- Ian McKellen - Gandalf (český dabing : Petr Pelzer)
- Dominic Monaghan - Smělmír Brandorád (český dabing : Petr Burian)
- Billy Boyd - Peregrin Bral (český dabing : Matěj Hádek)
- Sean Bean - Boromir (český dabing : Lukáš Hlavica)
- Orlando Bloom - Legolas (český dabing : Michal Jagelka)
- John Rhys-Davies - Gimli (český dabing : Pavel Pípal)
- Christopher Lee - Saruman (český dabing : Boris Rösner)
- Sala Baker - Sauron
- Hugo Weaving - Elrond (česmý dabing : Vladislav Beneš)
- Cate Blanchettová - Galadriel (český dabing : Simona Postlerová)
- Liv Tyler - Arwen (český dabing : Jitka Ježková
- Lawrence Makoare - Lurtz

## Děj
Na počátku příběhu se hobit Frodo, synovec a dědic Bilba Pytlíka, dozví od čaroděje Gandalfa, že jeho prsten, který zdědil po Bilbovi (jak ten jej nabyl, se popisuje v předchozí části příběhu, v knize Hobit), považovaný jím za víceméně hračku, je ve skutečnosti Jeden prsten, který si kdysi vyrobil Temný pán Sauron a nechal do prstenu přejít značnou část své moci, aby si s jeho pomocí podrobil obyvatele Středozemě, především elfy. Dozví se, že Sauron byl kdysi dávno poražen a prsten mu byl odňat, nyní však opět získal svou ztracenou moc a touží Jeden prsten získat zpět. Je pravděpodobné, že se již dozvěděl o Bilbovi, a proto musí Frodo opustit Kraj, aby se Prstenu Sauron nezmocnil. Frodo se spolu se svým zahradníkem Samvědem Křepelkou (Samem) a přáteli Smělmírem Brandorádem (Smíškem) a Peregrinem Bralem (Pipinem) vydává na Gandalfovu radu do elfské pevnosti Roklinky, kam Sauronova moc nesahá a kde se má rozhodnout o dalším osudu Prstenu.
Gandalf se mezitím vydává do Železného pasu, za vůdcem řádu Moudrých (Istari), čarodějem Sarumanem Bílým, aby s ním probral hrozící nebezpečí. Zde však zjišťuje, že Saruman zradil a je Sauronovým spojencem. Ve vzájemném souboji Gandalf prohrává a je uvězněn na vrcholu Sarumanovy věže Orthanku. Odtud jej zachrání pán orlů Gwaihir.
Hobitům jsou brzy na stopě Černí jezdci, Prstenové přízraky, Sauronovi služebníci, a hobiti jsou nuceni celou cestu prchat před jejich pronásledováním. V městečku Hůrka se seznámí s Aragornem, dědicem starobylé lidské říše Gondor na jihu Středozemě, jenž se však hobitům představí jako hraničář Chodec. Aragorn nabídne hobitům pomoc s cestou do Roklinky. Cestou jsou ovšem na vrchu Větrově téměř polapeni Prstenovými přízraky. Frodo je těžce zraněn magickou zbraní a je třeba jej co nejrychleji dopravit do Roklinky. Naštěstí se objeví elfka Arwen, dcera pána roklinky Elronda, která vyrazila skupině naproti. Její rychlý elfský kůň je pro Froda jedinou nadějí. Arwen s Frodem ujíždí s větrem o závod, v patách ovšem mají Prstenové přízraky. Divoká jízda končí až u Brodu přes řeku Bruinen/Bouřnou, kde Arwen přivolá magickou povodeň, která Prstenové přízraky smete. Frodo je zavčas dopraven do Roklinky, kde je vyléčen, ne však zcela.
V Roklince uspořádá pán Elrond poradu, jíž se zúčastní elfové, lidé, trpaslíci, Frodo se svými hobitími přáteli a čaroděj Gandalf. Elrond přítomným vypoví příběh Prstenu a v následné debatě, jak s ním naložit, je rozhodnuto, že jediný způsob, jak zamezit, aby se kdy opět dostal do Sauronovy moci, je zničit ho na místě, kde byl vyroben, tedy v srdci Sauronovy říše Mordoru v Puklinách osudu, průrvě ohnivé hory Hory osudu. Protože se nikdo nechce dobrovolně do tak nebezpečného místa vydat, nabídne se nakonec Frodo.
Jeho nabídka je přijata a jsou mu ustanoveni společníci mající mu pomáhat na cestě: všichni jeho hobití přátelé, Aragorn, Gandalf, elf Legolas, trpaslík Gimli a Boromir, syn vládnoucího správce Gondoru. První velkou překážkou na jejich cestě jsou Mlžné hory. Družina (Společenstvo Prstenu) se nejprve pokusí projít průsmykem Caradhrasu, zde je ovšem zastihne bouře vyvolaná zrádným čarodějem Sarumanem. Cesta je zatarasena lavinou. Nezbývá než se vydat do starobylé, nyní opuštěné podzemní trpasličí říše Morie. Zde ovšem výprava narazí na démona z dávných časů, balroga (jeho původ je vysvětlen v Silmarillionu). Gandalf, dosavadní vůdce výpravy, se při souboji s balrogem zřítí do propasti, zbylí členové družiny uniknou do elfské lesní říše Lóthlórien. Její vládkyně Galadriel s chotěm Celebornem poskytnou výpravě pomoc a dary. Družina dále putuje po Velké řece Anduině divočinou na jih směrem ke gondorské říši.
Před Rauroským vodopádem jsou poutníci nuceni opustit řeku, při tom se Boromir pokouší Frodovi sebrat prsten, po němž během cesty zatoužil. Vzápětí je družina napadena zmutovanými skřety (plemenem ohavných služebníků Saurona) - (i o jejich původu vypráví Silmarillion), zvanými Uruk-hai (Skorghové), jež vyšlechtil Saruman. Boromir v boji s nimi umírá. Pipin a Smíšek jsou skřety uneseni a Frodo se rozhodne po zkušenosti s Boromirem jít do Mordoru sám (se Samem), aby Jeden prsten nepokoušel i ostatní. Na konci prvého dílu trilogie se tedy Společenstvo rozpadá a další vyprávění bude sledovat jejich osudy odděleně.

## Ocenění
V roce 2002 získal film čtyři Oscary ze třinácti nominací (nejlepší kamera, nejlepší vizuální efekty, nejlepší masky a nejlepší hudba). Neúspěšně dopadla nominace v kategoriích nejlepší mužský herecký výkon ve vedlejší roli, nejlepší výprava a dekorace, nejlepší režie, nejlepší střih, nejlepší píseň („May It Be” od Enyy, Nickyho Ryana and Romy Ryana), nejlepší film, nejlepší zvuk, nejlepší návrh kostýmů a nejlepší adaptovaný scénář.